# Zuiderkruisgroep
De Zuiderkruisgroep is een scoutinggroep in de regio 't Gooi, opgericht in september 1919. De groep heeft clubgebouwen in Hilversum, Loosdrecht en Kortenhoef.
Het is de enige scoutinggroep van Hilversum die het water op gaat. De Zuiderkruisgroep is aangesloten bij de landelijke scoutingorganisatie Scouting Nederland.

## Geschiedenis
Voor zover bekend is de Zuiderkruisgroep de oudste, nog bestaande, zeeverkennersgroep van Nederland. De naam Zuiderkruis is waarschijnlijk ontleend aan die van het poolexpeditieschip 'The Southern Cross' waarvan de bemanning als eerste op de Zuidpool overwinterde.
De man die de van oorsprong katholieke groep populair maakte was de Engelsman William Timperley. Hij werd in 1927 schipper van de groep. Tijdens de bezettingsjaren (1940-1945) werd scouting door de Duitsers verboden en Timperley werd vanwege zijn nationaliteit afgevoerd naar Duitsland. Zijn Britse afkomst maakte hem verdacht.
Vlak na de bevrijding, op 15 mei 1945, kwamen tien overgebleven Zuiderkruisleden weer bijeen en besloten de groep voort te zetten. Twee maanden later voegde de veilig in Nederland teruggekeerde Timperley zich bij hen. Onder zijn leiding werd de club nieuw leven ingeblazen.

## Afbeeldingen

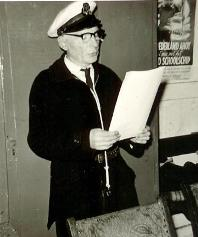
William Timperley
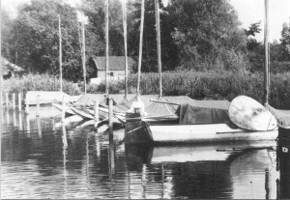
Haven aan de Kortenhoefsedijk in 1951
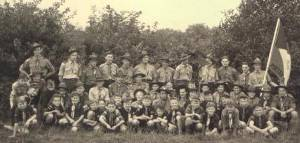
Groepsfoto van de Zuiderkruisgroep in 1951
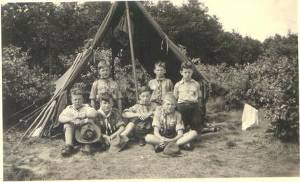
Scouts voor een tent, zomer 1951

## Speltakken
De groep heeft verschillende speltakken - zoals bij andere scoutinggroepen die zijn aangesloten bij Scouting Nederland: Bevers, Welpen, Zeeverkenners (scouts), Wilde Vaart (explorers), Stam (roverscouts) en een Rimpelstam. Vanaf de Stam kunnen leden zelf leiding geven bij een van de speltakken.

## Vloot
De Zuiderkruisgroep beschikt over negen lelievletten, die namen dragen van vroegere poolexpeditieschepen, en een sleper. 's Zomers liggen de schepen in de haven in Kortenhoef, 's winters in een loods voor onderhoud in Hilversum.
| Naam       | Nummer | Kleur  |              |
| ---------- | ------ | ------ | ------------ |
| Erebus     | 312    | Groen  |              |
| Yelcho     | 354    | Rood   |              |
| Terra Nova | 607    | Oranje |              |
| Endurance  | 631    | Paars  |              |
| Vega       | 1017   | Zwart  | voorheen 391 |
| Fram       | 1089   | Wit    |              |
| Discovery  | 1180   | Geel   |              |
| Nautilus   | 1249   | Grijs  | voorheen 352 |
| Aurora     | 1483   | Blauw  | voorheen 353 |
| Invicta    |        |        | sleepvlet    |

## Lijfspreuk
De Zuiderkruisgroep draagt de Latijnse lijfspreuk Sola Virtus Invicta, wat "deugdelijkheid alleen is onoverwinnelijk" betekent. Deze lijfspreuk stamt uit de Romeinse tijd en is slechts een deel van de echte vertaling. Het woord Virtu, dat staat voor deugdelijkheid, moet namelijk niet letterlijk worden genomen. Er wordt ook mee verwezen naar eigenschappen als moed, lef, kracht en macht. Dat wordt naar de praktijk vertaald door leden naarmate ze ouder worden steeds meer verantwoordelijkheid te geven en van hen een grotere inbreng te verwachten. Het doel daarvan is dat leden zich van jong tot oud kunnen blijven ontwikkelen.